# Chiuza
Chiuza là một xã thuộc hạt Bistrița-Năsăud, România. Dân số thời điểm năm 2002 là 2242 người.